# Маркан (футболіст, 1996)
Маркус ду Насіменту Тейшейра (порт. Marcos do Nascimento Teixeira; 5 червня 1996, Лондрина, також відомий як Маркан (порт. Marcão) — бразильський футболіст, захисник іспанської «Севільї».

## Клубна кар'єра
Маркан народився в місті Лондрина (штат Парана) і починав свою кар'єру у клубі «Аваї». Він дебютував на дорослому рівні 12 квітня 2014 року, у віці 17 років, вийшовши в основному складі в гостьовому програшному (1:4) поєдинку проти «Шапекоенсе» в рамках Ліги Катаріненсе.
2015 року Маркан перейшов в «Атлетіко Паранаенсе», за який дебютував 5 лютого 2015 року в матчі, в якому його команда програла з рахунком 1:3 «Ріу-Бранку» в рамках Ліги Паранаенсе. 31 липня того ж року він був відданий в оренду клубу з бразильської Серії C «Гуаратінгета», після того, як між цим клубом і «Атлетіко Паранаенсе» були встановлені партнерські відносини.
15 грудня 2015 року Маркан був відданий в оренду «Ферровіарії» (Араракуара) разом з іншими його одноклубниками по «Атлетіко Паранаенсе». Після того, як він став гравцем основного складу цієї команди, він повернувся в «Атлетіко Паранаенсе», отримавши місце в його першій команді.
26 червня 2016 року Маркан дебютував в бразильській Серії A, вийшовши на заміну в кінцівці переможної домашньої (2:0) ігри з «Греміо».
2017 року Маркан зіграв один матч у Серії А за «Атлетіко Гоянієнсе», після чого відправився до Португалії, де грав за вищолігові «Ріу Аве» та «Шавеш».
14 січня 2019 року Маркан перейшов в турецький «Галатасарай», уклавши з ним трирічний контракт. Сума угоди склала 4 млн євро. Того ж року виграв з командою «золотий требл» — чемпіонат, кубок та Суперкубок Туреччини.

## Особисте життя
Його старший брат Діонатан Тейшейра також був професіональним футболістом, але помер у 25 років в результаті серцевого нападу.

## Титули і досягнення
«Галатасарай»
- Чемпіон Туреччини (1): 2018/19
- Володар Кубка Туреччини (1): 2018/19
- Володар Суперкубка Туреччини (1): 2019

«Севілья»
- Володар Ліги Європи (1): 2022/23